# 卡斯爾波因特 (密蘇里州)
卡斯爾波因特（英語：Castle Point）是位於美國密蘇里州聖路易斯縣的普查規定居民點。

## 人口
根據2020年美國人口普查的數據，卡斯爾波因特的面積為1.57平方千米，皆為陸地。當地共有人口2815人，而人口密度為每平方千米1,792.99人。